# Campbell Armstrong
Campbell Armstrong (* 25. Februar 1944 in Glasgow, Schottland; † 1. März 2013 in Dublin, Irland) war ein britischer Drehbuchautor, Hochschullehrer und Autor von rund 30 Thrillern, Kriminalromanen und Theaterstücken. Campbell Armstrong hat in den 1970er und 1980er Jahren auch sehr erfolgreich unter dem Pseudonym Campbell Black geschrieben.

## Leben
Armstrong, 1944 in Glasgow geboren, verließ seine Heimat Schottland in Richtung London im Jahr 1962, um seinen Traum von einer Karriere als Schriftsteller zu verwirklichen.
Er studierte an der University of Sussex und machte dort seinen Abschluss in Philosophie. Von 1971 bis 1974 lehrte er an der State University of New York Kreatives Schreiben. In den Jahren 1975 bis 1978 unterrichtete er dann an der Arizona State University, beschloss 1979 jedoch seine Hochschulkarriere zu beenden und sich ganz der Literatur zu widmen. Er kehrte daraufhin nach England zurück und arbeitete zuerst noch als Journalist und Lektor in verschiedenen Londoner Verlagen, bevor er sich anschließend ganz auf das Schreiben von Büchern verlegte.
Nach vielen Jahren Aufenthalt in England und den Vereinigten Staaten lebte er mit seiner Familie im irischen Shannon Harbour.
Campbell Armstrong verstarb am 1. März 2013 in seiner Wahlheimat Irland, nur vier Tage nach seinem 69. Geburtstag an den Folgen einer Krebserkrankung.

## Werk
Sein erster Roman unter dem Pseudonym Campbell Black Assassins & Victims erschien 1969 bei MacMillan in London. In den darauffolgenden Jahren entstanden weitere Werke wie The Punctual Rape und Death’s Head.
Im Jahr 1972 gewann Armstrong in seiner Heimat Schottland den im selben Jahr ins Leben gerufenen renommierten Scottish Arts Council Award, jeweils für Assassins & Victims und für The Punctual Rape für seine ersten Romane.
Bis Ende der 70er Jahre schrieb er vier weitere Bücher: Asterisk (1976), Brainfire (1977), The Wanting (1978), und Mr. Apology (1979).
1980 erschien noch der Roman Letters from the Dead. Auf der Insel galt der Schotte als angesehener Krimi-Autor. Doch der ganz große Erfolg, der erhoffte internationale Durchbruch als Bestseller-Autor blieb bis dahin aus. Deshalb änderte Armstrong seine Strategie.
Zu Beginn der 1980er Jahre verlegte er sich auf das Schreiben von Filmbüchern. Weiterhin unter dem Pseudonym Campbell Black wurden zwei sehr erfolgreiche Bücher zu namhaften Kinofilmen verlegt. 1980 schrieb er zusammen mit dem amerikanischen Regisseur Brian De Palma den Filmroman zu dessen Thriller Dressed to Kill, prominent besetzt mit Michael Caine. 1981 verfasste er das Filmbuch zu der weltweit bekannten Produktion von George Lucas und Steven Spielberg Jäger des verlorenen Schatzes (Raiders of the Lost Ark) mit Harrison Ford in der Hauptrolle des Archäologen und Abenteurers Indiana Jones.
Nach wenig literarisch fruchtbaren Jahren danach als Lektor in verschiedenen englischen Verlagshäusern schrieb er 1986 als Drehbuchautor zusammen mit Mark Medoff das Drehbuch zum Film Apology – Tödliches Geständnis mit Lesley Ann Warren und Peter Weller nach seiner Romanvorlage Mr. Apology aus dem Jahre 1979, ohne jedoch am Ende im Abspann des Films genannt zu sein.
Daraufhin legte der schottische Schriftsteller sein Pseudonym Campbell Black ab und publizierte seit 1987 nur noch unter seinem Geburtsnamen Campbell Armstrong.
Von Ende der 1980er Jahre bis zum Ende der 1990er Jahre erschienen internationale Bestseller wie Jig (1987), Die letzte Mazurka (Mazurka, 1988), Mambo (1990), EX (Agents of Darkness, 1991), Konzert der Schatten (Concert of Ghosts, 1992), Die Gefangene (Jigsaw, 1994), Heat (1996), Blackout (1996), Und keinen Schritt weiter (Silencer, 1997), oder Deadline (2000).
In den Jahren 2002 bis 2006 widmete er seiner Geburtsstadt das Quartett von Glasgow Romanen, bestehend aus den Werken The Bad Fire (2002), The Last Darkness (2002), White Rage (2004), und Butcher (2006).
Für seine Bücher The Last Darkness (2003) und White Rage (2004) aus dem Glasgow Zyklus war er jeweils für den Europäischen Krimipreis den Prix du polar européen nominiert.
Armstrong ist auch der Autor einer Abhandlung mit dem Titel All That Really Matters (2000), in Deutschland 2001 erschienen unter dem Titel Ich hoffe, Dein Leben war schön – Eine wahre Geschichte.
Seine Arbeit wurde zu Beginn hauptsächlich vom Schriftsteller und Romancier Robert Louis Stevenson beeinflusst, und er schreibt einen gewissen „dunklen Aspekt“ in seinen Werken den ersten düsteren Szenen aus Stevensons Roman Die Schatzinsel, Treasure Island zu. Als weitere wesentliche Einflüssen die ihn im Laufe seines Lebens als Autor prägten nennt er Franz Kafka, Fred Vargas, Kobo Abe oder Albert Camus.
Armstrongs Bücher, darunter viele internationale Bestseller, wurden in 11 verschiedenen Sprachen übersetzt: unter anderem in Deutsch, Französisch, Italienisch, Spanisch, Schwedisch, Griechisch, Polnisch, Japanisch und Hebräisch.

## Rezeption
- Rezension:

– „Campbell Armstrong hielt sein Versprechen, das er Eileen gab. Er zeichnete mit dem Buch „Ich hoffe, dein Leben war schön“ die Geschichte von der Suche und dem Zusammentreffen von Mutter und Tochter auf. Es ist ein bewegendes Zeugnis geworden, niedergeschrieben in mitreißendem und sehr persönlichem Stil. Denn Armstrong ist ehrlich genug, auch seinen Teil an Eileens Leben miteinzubringen. Das Buch ist nicht nur der Bericht über die Suche und das Zusammentreffen von Mutter und Tochter, es ist auch eine Beichte des Kriminalschriftstellers Campbell Armstrong. Offen und ehrlich rechnet er mit sich selbst ab, betreibt vielleicht auch eine Art Exorzismus mit der Hoffnung dem Suchtteufel keine Gelegenheit mehr zu geben, die Macht über ihn zu ergreifen. Und nicht zuletzt ist der Bericht auch eine letzte Ehrerweisung an eine bemerkenswerte und großherzige Frau, Eileen Black.“ (von Eva Magin-Pelich), 19. Oktober 2003
- Rezension:

– Village Voice zu Campbell Blacks Roman „The wanting“ – Zitat: „Black writes much better than King or Straub“.

## Auszeichnungen
- 1972: Scottish Arts Council Award für Assassins & Victims[10]

### Theaterstücke als Campbell Black
- 1968: Death’s Head, ((BBC-TV)), Campbell Black
- 1970: And They Used to Star in Movies, (Peacock, Dublin; Travers, Edinburgh; Body Politic, Chicago; Soho Poly, London), Campbell Black

### Romane als Campbell Black
- 1969: Assassins & Victims, (Roman), Campbell Black, MacMillan London, 1969, 174 Seiten, ISBN
- 1970: The Punctual Rape, (Roman), Campbell Black, MacMillan London, 1970, 188 Seiten, ISBN 0-333-11204-0
- 1971: Death's Head, (Roman), Campbell Black, HarperCollins Publishers Ltd, 1972, 288 Seiten, ISBN 978-0-00-221182-6
- 1976: Asterisk, (Roman), Campbell Black, HarperCollins Publishers Ltd, 1992, 384 Seiten, ISBN 0-586-21513-1
- 1977: Brainfire, (Roman), Campbell Black, Grafton Books, London, 1991, 416 Seiten, ISBN 0-586-21511-5
- 1978: The Wanting, (Roman), Campbell Black, McGraw-Hill New York, 1986, 278 Seiten, ISBN 978-0-07-005564-3
- 1979: Mr. Apology, (Roman), Campbell Black, Ballantine Books, New York, 1984, ? Seiten, ISBN 0-345-29411-4
- 1980: Letters from the Dead, (Roman), Campbell Black, Grafton Books, London, 1987, 320 Seiten, ISBN 0-586-07033-8
- 1980: Dressed to Kill, (Roman), Brian De Palma und Campbell Black, Arrow Books, 1980, 240 Seiten, ISBN 0-09-923940-X
- 1981: Jäger des verlorenen Schatzes, Raiders of the Lost Ark, (Roman), Campbell Black, Wilhelm Goldmann Verlag, München, 1981, 192 Seiten, ISBN 3-442-06381-7

### Romane als Campbell Armstrong
- 1987: Jig Jig, (Roman), Campbell Armstrong, Bastei-Verlag, Gustav H. Lübbe, Bergisch Gladbach, 1993, 654 Seiten, ISBN 978-3-404-25221-3
- 1988: Die letzte Mazurka Mazurka, (Roman), Campbell Armstrong, Bastei-Verlag, Gustav H. Lübbe, Bergisch Gladbach, 1994, 508 Seiten, ISBN 3-404-13499-0
- 1990: Mambo Mambo, (Roman), Campbell Armstrong, Bastei-Verlag, Gustav H. Lübbe, Bergisch Gladbach, 1997 608 Seiten, ISBN 3-404-13843-0
- 1991: EX Agents of Darkness, (Roman), Campbell Armstrong, Bastei-Verlag, Gustav H. Lübbe, Bergisch Gladbach, 1993, 480 Seiten, ISBN 3-404-13461-3
- 1992: Konzert der Schatten Concert of Ghosts, (Roman), Campbell Armstrong, Bastei-Verlag, Gustav H. Lübbe, Bergisch Gladbach, 1994, 290 Seiten, ISBN 3-404-13553-9
- 1994: Die Gefangene Jigsaw, (Roman), Campbell Armstrong, Bastei-Verlag, Gustav H. Lübbe, Bergisch Gladbach, 1995, 480 Seiten, ISBN 3-404-13653-5
- 1996: Heat, (Roman), Campbell Armstrong, Doubleday, 1996, 446 Seiten, ISBN 0-385-40478-6
- 1996: Blackout, (Roman), Campbell Armstrong, Book Club Associates, 1998, 424 Seiten, ISBN 978-0-552-14497-1
- 1997: Und keinen Schritt weiter Silencer, (Roman), Campbell Armstrong, Scherz Verlag, Bern, 2003, 448 Seiten, ISBN 3-502-51898-X
- 2000: Deadline, (Roman), Campbell Armstrong, Doubleday, 2000, 420 Seiten, ISBN 0-385-41070-0

### Glasgow Romane als Campbell Armstrong
- 2002: The Bad Fire, (Roman), Campbell Armstrong, HarperCollins Publishers Ltd, 2002, 440 Seiten, ISBN 0-00-651497-9
- 2003: The Last Darkness, (Roman), Campbell Armstrong, HarperCollins Publishers Ltd, 2002, 368 Seiten, ISBN 978-0-00-226202-6
- 2004: White Rage, (Roman), Campbell Armstrong, HarperCollins Publishers Ltd, 2004, 480 Seiten, ISBN 978-0-00-714963-6
- 2006: Butcher, (Roman), Campbell Armstrong, Allison & Busby, 2006, 340 Seiten, ISBN 978-0-7490-8141-6

### Theaterstück als Campbell Armstrong
- 2008: The Trial of Mr. Punch on Charges of Cruelty, (Theaterstück), von Campbell Armstrong

### Hörspiel als Campbell Armstrong
- 2008: Whispering (Hörspiel übertragen von der BBC 2008), von Campbell Armstrong

### Abhandlung als Campbell Armstrong
- 2000: All That Really Matters, (Abhandlung), Campbell Armstrong, Bastei-Verlag, Gustav H. Lübbe, Bergisch Gladbach, 2001, 320 Seiten, ISBN 3-404-14909-2